# Le Maréchal
Le Maréchal (französisch „der Marschall“) ist ein Hartkäse aus dem Kanton Waadt. Er wird von der Familie Rapin in der hauseigenen Käserei in Granges-près-Marnand hergestellt.
Die Idee, eine Käsespezialität herzustellen, die sich vom Gruyère abhebt, kam zu Beginn der 1990er Jahre von Jean-Michel Rapin. 1992 werden die ersten Laibe des Maréchal in den Kellern seiner Käserei gelagert. Der Käse ist nach seinem Grossvater, dem Hufschmied Emile Rapin (1852–1943) benannt, der den Spitznamen Maréchal trug. 

## Herstellung
Im Familienbetrieb der Rapin unterhalten Käser und Produzenten enge vertragliche Beziehungen. Beide haben ein Leistungsverzeichnis erarbeitet, das insbesondere die Milchqualität in einem Produktionsverfahren garantieren soll. Der Betrieb produziert mindestens 80 Prozent Trockenfutter, das in den Wintermonaten durch Omega-3-reichen Flachs (bis zu 250 Gramm pro Kilogramm) ergänzt wird. Die Fettsäuren sind folglich auch im Maréchal zu finden.
Die Milch wird zweimal täglich an die Käserei geliefert, bei der Abnahme kontrolliert und strengen Analysen unterzogen. Nach der Entrahmung wird der Käse in Holzreifen gepresst und anschliessend in Hanf- und Flachstüchern verpackt. Während der Behandlung wird auf seine Oberfläche zusätzlich eine für den Maréchal typische Mischung aus Kräutern gestreut. Nach 130 Tagen ist die Reifung abgeschlossen. Letztlich wird jeder Laib mit einer Kennnummer versehen.

## Vermarktung
In der Schweiz und im Ausland ist der Maréchal in grossen Einkaufszentren und im Fachhandel erhältlich. Die Jahresproduktion beträgt 275 Tonnen, von denen 135 für den Export nach Frankreich, in die Beneluxländer, in die Vereinigten Staaten und nach Kanada bestimmt sind.